# Флора и фауна Мьянмы
Дикая природа Мьянмы включает его флору и фауну, и их естественную среду обитания.

## Флора
Как и все леса Юго-Восточной Азии, леса Мьянмы можно разделить на две категории: муссонные и тропические леса. Муссонный лес сухой, по крайней мере, три месяца в году, с преобладанием в нем лиственных деревьев. Тропические леса распространены в условиях продолжительного сезона дождей (около девяти месяцев) и доминированием в нем широколиственных вечнозеленые деревьев.
В районе к северу от тропика Рака, в гималайском регионе, субтропические широколиственные вечнозеленые леса доминируют на высоте до 2000 м, на высоте от 2000 м до 3000 м преобладают полулиственные и широколиственные леса, а выше отметки в 3000 м растут вечнозеленые хвойные деревья и субальпийские леса являются основной флорой вплоть до пояса альпийских кустарников[прояснить].
На территории от Янгона до  Мьичины преобладают муссонные леса, а на Малайзийском полуострове к югу от Моламьяйна − тропические, местами чередуясь друг с другом. Вдоль побережья штата Ракхайна и округа Танинтайи в эстуариях рек и ручьёв, лагунах и на островах распространены мангровые леса. Мангровые деревья хорошо коренятся в придонном иле и устойчивы к воздействию морской воды. Леса в прибрежной полосе состоят из пальм, зарослей гибискуса, казуарины и других растений, устойчивых к штормам.

## Животный мир
Мьянма является домом для почти 300 известных видов млекопитающих, 300 видов рептилий и около 100 видов птиц.